# Mopera
mopera（モペラ）およびmopera Uは、NTTドコモが運営しているインターネットサービスプロバイダ (ISP)である。Mobile Operation Radio Assistantの略。
2008年以降はmopera Uが主流サービスとなっている。iモードやspモードのような限定接続型の携帯電話IP接続サービスとは異なり、モバイル通信に特化しつつも一般的なISPとして運営されている。なお、mopera と mopera U はロゴマークが異なる。

## mopera

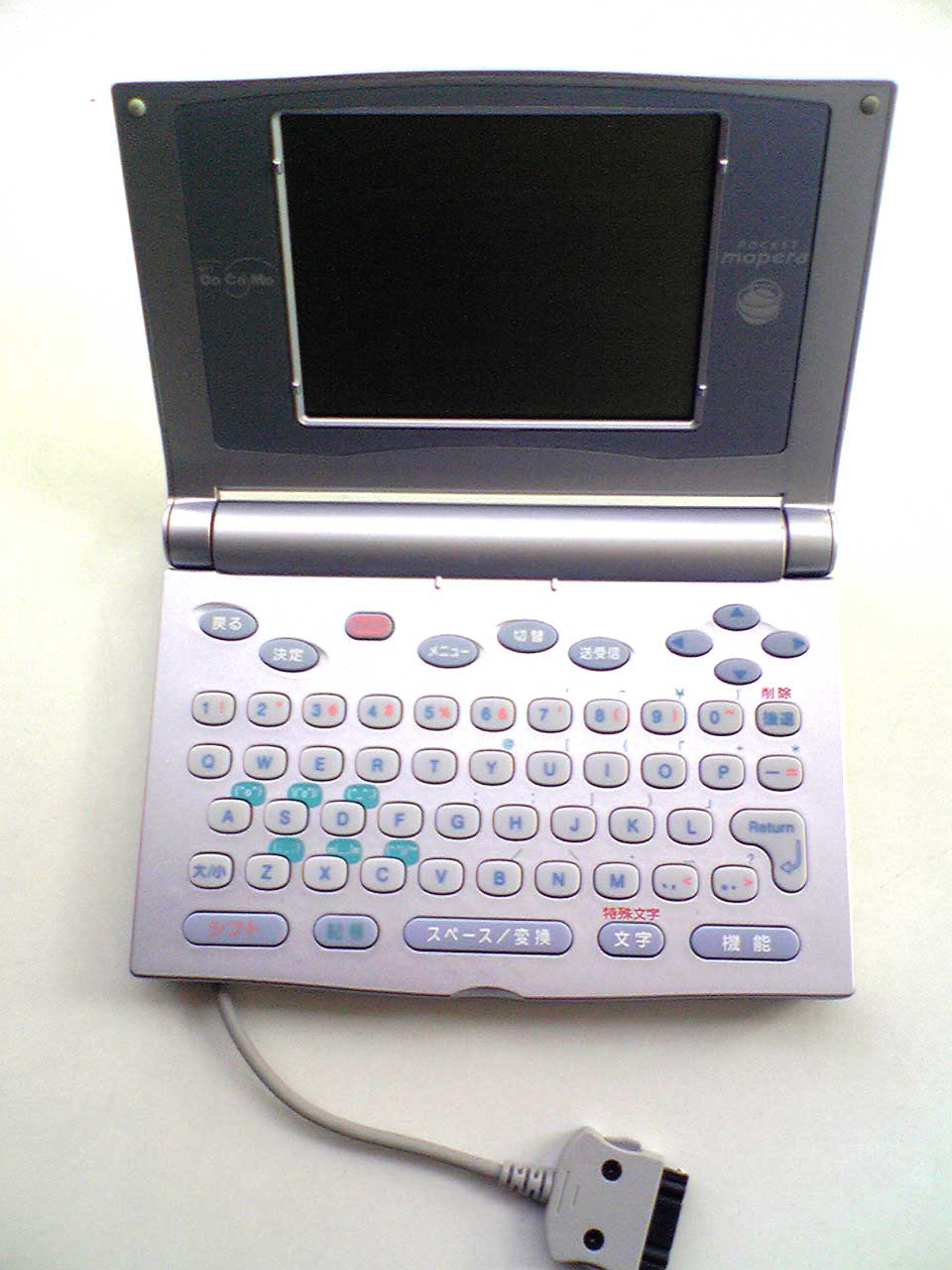
pocket mopera

1998年10月にノートパソコンやモバイルギア・ザウルスなどのPDA汎用機などと、ドコモPHS・DoPa・mova・ワイドスターなどの電話機端末とデータ通信カードを接続したモバイル環境をもつ個人向けのISPとして開始。法人向けとしては1997年3月から別名称で提供されており、後に「ビジネスmopera」へ改称され、各種ソリューションサービスが展開されている。
インターネット接続に関わる基本料金は無料で、事前手続き不要で接続回線毎に設けられている特番のアクセスポイントへ接続することで利用できた（ただし、回線交換接続では通信料金が料金プランに関係なく一定の独自料金であった）。Webブラウンジングができないインターネットメール専用のISPとしてドコモが開発していたマスターネット提供の「10円メール」と同じく、発信者番号通知によるユーザー認証を行うため、ダイヤルアップ接続時のユーザーID・パスワードの入力が不要である。
2000年12月から2005年6月にかけて、ドコモが展開したマルチメディアサービスである「M-stage」「Infogate」の利用には、moperaでの接続が必須であった。また、1998年から2003年にかけてドコモが発売（OEM生産）したPDA型の各種マルチメディア機器（10円メール対応機種とexireが該当）にはmoperaのアクセスポイント番号やAPNが予め登録されているものが多い。
また、ドコモPHSの前身であるNTTパーソナルにおいても1998年8月からPHSのデータ通信を対象とした無料ISP「パルディオネットサーフィン」がmoperaよりも先に開始されており、このときの回線交換接続のアクセスポイント番号「166」はのちにmoperaへ継承された。
POP3のほかIMAP4やWebメールにも対応したxxxx@mopera.ne.jpのインターネットメールアカウント「moperaメール」も提供されているが、これはオプションとして525円課金される。なお、「#mopera U メール」とは内容が異なる。
2005年に「mopera U」が開始され、ドコモにおける個人向けのデータ通信の多くを担っていたドコモPHSの廃止と定額データプランの普及によってmopera Uが浸透したこともあり、movaやDoPaと同じく2012年3月31日を以て「mopera」サービスは終了されることになる。

## mopera U
FOMA M1000の発売に先立ち、2005年6月よりサービス開始。FOMAおよびXi専用のサービスであり、パケットフィルタリング、Webデータ圧縮機能など多彩なオプションが用意されmoperaよりもサービスを拡充している。ただしその反面、インターネット接続に際して基本料金が発生することになった。また、FOMA・Xi以外の回線からは契約・利用できない（U「フレッツ」プランを除く）。
契約回線のオプションとして、ドコモインフォメーションセンター・ドコモショップ・My docomoで申込ができる。利用料金は契約回線料金とあわせて請求される。
パケット接続の際のアクセスポイントネーム（APN）はmopera.netであり、定額データプランやパケ・ホーダイにおけるパケット定額制の対象である。アカウントや公衆無線LANサービスのWEPキーの確認・各種設定変更などは、www.mopera.netホームページ上の初期設定確認ページで実施する。

初期設置やオプションの申込、ID/PWの変更、設定の変更を行うページに接続する場合は0120.mopera.netというパケット料無料のAPNも用意されている（ドコモ スマートフォンでは「mopera U 設定」という名称でプリセットされている）。ただしこのAPNは接続先を限定していないため、mopera.netへのAPN設定を怠りそのままWebブラウジングを行うと、パケット定額制の対象外となり従量制課金されパケ死へ繋がるため注意が必要である。
スマートフォン型のdocomo PRO seriesおよびドコモ スマートフォン展開当初はspモードが提供されておらず、それら端末で定額データプランもしくはパケットパックの定額対象でインターネットへ接続するには、ノートパソコンと同じくmopera Uか、同等のパケット定額制アクセスポイントを設置した他のISP（BIGLOBEやOCNなど）を使う方法しかなかった。この関係もあり、2010年4月からISPセット割が用意されるようになった。

### Uライトプラン
インターネット接続とWebデータ圧縮、パケットフィルタリング（簡易ファイアウォール）のみのサービス。電子メールは提供されない。220円/月。月額料金は使用月に発生するもので、使用しない月があった場合は月額料金は発生しない。接続機器などの環境によってはUライトプランへ接続すると直ぐに切断される（スタンダードプランは接続可能）場合がある。

### Uスタンダードプラン
Uライトプランの内容に加えて、メールアドレス1個が用意されるサービス。550円/月。また、オプションサービスが拡充され、ウイルスメールチェックなどのセキュリティサービスが提供される他、U「公衆無線LAN」コース（Mzoneに準じるもの）、自宅のフレッツ回線でISPとしての追加接続などが提供されている。

### 定額データプラン用
定額データプラン用のプランは以下のとおりとなる。FOMAもしくはXiの料金プランを定額データプランにしている場合に適用される。
- U定額HIGH-SPEEDプラン（525円/月）
- U定額64K用プラン（525円/月） - ドコモPHSの代替サービスでありパケットデータ通信速度が64kbpsに制限される。

### オプションサービス
Uスタンダードプラン、U定額HIGH-SPEEDプラン、U定額64K用プランは以下のオプションを、mopera.net内の接続情報画面から設定することができる。ライトプランでは申込ができない。
- セキュリティーパック
- ウイルスチェック
- #U「公衆無線LAN」コース
- #U「フレッツ」コース
- 追加メールアドレス

#### U「公衆無線LAN」コース
mopera Uスタンダードプランのオプションサービスとなる。315円/月プラスすることで、NTTドコモが提供する「docomo Wi-Fi」(旧称：「Mzone」)の公衆無線LANアクセスポイントが利用できるサービスである。NTTグループのフレッツスポット・ソフトバンクテレコムのBBモバイルポイントと無料または有料でローミングが可能となっている。IPASS社などの海外のキャリアともローミングができる。アクセスポイントの詳細は「docomo Wi-Fi」を参照のこと。
mopera UユーザとBlackBerryユーザーは2009年11月1日〜2010年4月末までは無料で利用することができることが発表されている

#### U「フレッツ」コース
東西NTTの「フレッツ」回線を自宅に敷設しているユーザー向けにISPとしてインターネット接続を提供するオプションである。「mopera U メール」の利用が可能。シンプルプラン・U スタンダードプランを解約すると同時に解約されるため注意が必要である。なお、ドコモはかつてドリームネットとドコモAOLを通じて一般のISP事業を展開していた。
- U「Bフレッツ/フレッツ 光ネクスト」コース（税抜500円/月）
- U「フレッツ・ADSL」コース（税抜300円/月）

## mopera U メール
mopera UメールはPOPメール、IMAPメール両方利用が可能である。メールBOXは50Mバイト利用可能となる。その他に、Webメールでも利用が可能となる。その他に、以下のオプションが利用可能となる。携帯電話会社が行っているISPということもあり、ドコモの携帯電話やスマートフォンに便利な機能をそなえている。
メールアドレスは xxxx@mopera.netとなる。mopera側から提供されるメールアドレスと、利用者が自由に決められるエイリアスメールアドレスを利用することができる。メールはPOP/IMAPのほかにWebメールでも利用ができる。WebメールはNTTドコモの携帯電話からでも利用が可能である。

### 主なメール機能
メール転送機能
mopera Uのアドレスで受けたメールを自宅のパソコンや携帯電話など指定したアドレスに自動転送できる。転送先は2つまで設定可能。フィルタをかけて、重要なメール、のみ転送等の設定が可能。
メールフィルタ
- ドメイン指定拒否/許可
  - 指定したドメインやアドレスからのメールを受信したり、拒否したりできる。またメールサイズを指定して拒否も可能

- 未承諾メール拒否
  - 「未承諾広告※」と書かれた広告メールを自動的に拒否できる。また、「拒否しない」設定も可能。

追加アドレス（有料）
基本メールアドレス・エイリアスアドレスの他に、別アドレスを持つことが可能。

#### 携帯電話でのWebメール
mopera Uでは、FOMAにおけるiモード上のWebメールサイトでも利用が可能である。mopera Uを契約したFOMA番号からアクセスした場合は、メールアカウントがiモードの契約電話番号と紐付いているため、ログインの際に面倒な、ID/PWの入力を省くことができる。また、メールBOXに新着のメールが着信すると、SMSによって着信と冒頭の10文字程度の内容を通知する機能がある。ただし、SMS送信料金が通知のたび発生する。スマートフォンでこの機能を利用すると、プッシュ型電子メールは利用できない。

#### Outbound Port 25 Blocking
ウイルスメールや迷惑メールの拡大防止のためOutbound Port 25 Blockingが導入されており、mopera U以外のメールサーバのポート25（SMTP）に接続することはできない。そのため、mopera U利用時には他ISPのメールサーバを利用してメールを送信することができない場合がある。
回避策として以下のようなものがある。
- mopera Uのメールサーバを利用する（SMTP-AUTHが必須）
- ポート587（Submission）を利用する
- SMTP over TLSを利用する

#### メール使いホーダイ
2010年4月より、メール使いホーダイ割引の対象となり、料金プランタイプシンプルとmopera Uを契約することで、スマートフォンでのmopera Uのメールの送受信が無料となる。

#### ドコモ スマートフォンでのプッシュ型電子メール
ドコモ スマートフォンでmopera Uを利用すると、iモードメールのようなプッシュ型電子メールを利用することができる。mopera Uのメールサーバにメールが着信すると、SMSでスマートフォンに信号が送られ(送信料金はかからない)、そのSMS着信がトリガーとなり、スマートフォンがメールサーバにアクセスする仕組みをとっている。そのため、定期的に端末がメールサーバにアクセスするポーリング受信とは違い、スマートフォンの電池の負担を大幅に軽減させ、メールのリアルタイムの受信が可能となる。M1000等のドコモのスマートフォンであれば、メールが着信がすると、着信音などで、メールの着信を通知する。
BlackBerryは独自のプッシュ型電子メールを採用しているため、mopera U以外のISPでもプッシュ型電子メールが利用できる。
前述のmopera UのSMS着信通知機能を利用すると、この機能は利用できない。

## 海外製端末での利用
moperaは、FOMA端末以外の海外製SIMフリーW-CDMA端末（Nokia 7600など）とFOMAカードの組み合わせで利用することはできない。これは、接続時の「PDPタイプ」と呼ばれるプロトコルの違いによるものである。FOMA端末であっても、ノキアのNM850iGやLG電子のSIMPURE Lなど、一部の海外メーカー端末ではPDPタイプが適合しないため利用できない。
一方、mopera UはNM850iGやSIMPURE L、その他海外端末でも利用可能。
なお、上述のSIMフリー端末でパケット通信を行う場合は、mopera Uが必須契約となる。

## アクセスポイント
mopera
- FOMA 64Kデータ通信（回線交換方式従量制） - *9601または#9601
- mova（回線交換）・DoPa - #9601

以下はPHSサービス終了により廃止
- ドコモPHS（回線交換方式従量制） - 166
  - @FreeD64kデータ通信 - 0570-800-166#6401
  - @FreeD32kデータ通信 - 0570-800-166#3201

mopera U
- mopera U アクセスポイント参照のこと

なお接続に際しては事前にmopera Uの契約手続きが必要である。

## ビジネスmopera
ビジネスmoperaはNTTドコモが提供する企業向けネットワークサービスである。